# Марта Маккейб
Марта Маккейб (англ. Martha McCabe, 4 серпня 1989) — канадська плавчиня.
Учасниця Олімпійських Ігор 2012, 2016 років.
Призерка Чемпіонату світу з водних видів спорту 2011 року.
Призерка Панамериканських ігор 2015 року.

## Особисте життя
В інтерв'ю CBC Sports у липні 2020 року Маккейб зізналася, що є лесбійкою. Вона заявила, що цим сподівається допомогти іншим молодим плавцям-лесбійкам, які, можливо, мають проблеми зі своєю сексуальністю.